# Нейтан Блейк
Нейтан Блейк (англ. Nathan Blake, нар. 27 січня 1972, Кардіфф) — валлійський футболіст ямайського походження, який грав на позиції нападника. По завершені кар'єри — експерт і телеведучий.
Виступав у англійській Прем'єр-лізі за «Шеффілд Юнайтед», «Болтон Вондерерз», «Блекберн Роверз» і «Вулвергемптон Вондерерз» та а ряд нижчолігових англійських клубів. При цьому команди Блейка рекордні п'ять разів вилітали з Прем'єр-ліги і тричі виходили до найвищого англійського дивізіону. Також Блейк повів 30 ігор за збірну Уельсу, в яких забив чотири голи.
Після завершення ігрової кар'єри Блейк працював у Wales Online, BBC Wales, BBC 5 Live та Sky Sports. У жовтні 2020 року він представив програму на BBC Wales під назвою Wales' Black Miners.

## Клубна кар'єра

### Ранні роки
Блейк народився в Кардіффі і виріс неподалік в районі Рінгленд в Ньюпорті, Уельс. Блейка виховували мати, тітка й бабуся, а його двоюрідні брати Метт'ю Робінсон і Ентоні Салліван були гравцями збірної Уельсу з регбі. Його дядько Клайв Салліван також був гравцем у регбі Блейк відвідував початкову школу Мілтона та середню школу Гартріджа.

### «Кардіфф Сіті»
Блейк був вихованцем академії «Челсі», але був звільнений у 1990 році, так і не пробившись до основної команди.
Після цього він повернувся до свого рідного міста і став гравцем клубу «Кардіфф Сіті», де дебютував на дорослому рівні у грі проти « Брістоль Роверс» у березні. У сезоні 1990/91 років він швидко став основним гравцем першої команди, а потім і улюбленцем фанатів.
Він допоміг клубу здобути титул чемпіона Третього дивізіону в сезоні 1992/93, забивши 11 голів, а наступного сезону вдало розпочав виступи у Другому дивізіоні, забивши 14 голів у 20 іграх. Саме в цьому сезоні він став відомим на всю країну, коли забив вражаючий гол у ворота «Манчестер Сіті», вибивши їх з Кубка Англії. Загалом він забив 40 голів у 164 матчах за валлійську команду.

### «Шеффілд Юнайтед»
Якісна гра футболіста привернула представника Прем'єр-ліги, клубу «Шеффілд Юнайтед», який купив гравця за £300 000 у лютому 1994 року. Блейк забив п'ять м'ячів до кінця сезону, але не зміг врятувати команду від вильоту. У наступні два сезони він був найкращим бомбардиром команди, але команда так і не змогла повернутись до елітного дивізіону.

### «Болтон Вондерерз»
По ходу сезону 1995/96 Блейк повернувся до Прем'єр-ліги, приєднавшись до клубу «Болтон Вондерерз» у грудні 1995 року за 1 200 000 фунтів стерлінгів. Блейк не зміг відразу заграти у новій команді і забив лише один гол у чемпіонаті до кінця сезону, за підсумками якого вони вибули з Прем'єр-ліги. В сезоні 1996/97 Нейтан забив 19 голів у Першому дивізіоні, допомігши команді посісти перше місце та повернутись до еліти. Там у наступному сезоні 1997/98 він показав свій найкращий сезонний результат у вищій лізі, забивши 12 голів, однак це не змогло запобігти черговому вильоту клубу після одного сезону.

### «Блекберн Роверз»
Блейк яскраво розпочав сезон 1998/99, забивши шість голів у перших 12 іграх, через що знову був придбаний клубом Прем'єр-ліги, на цей раз «Блекберн Роверз», який віддав за гравця 4,25 мільйона фунтів стерлінгів у жовтні 1998 року. Проте історія повторилася для Блейка — команда в першому ж сезоні вилетіла з вищого дивізіону, а він забив лише три голи.
Нападник залишався на «Івуд Парк» протягом двох наступних сезонів, у другому з яких він повернувся з командою до Прем'єр-ліги, але за ці сезони йому вдалося забити лише дев'ять голів. Він відзначив повернення клубу з вищого дивізіону забивши перший гол команди у новому сезоні на виїзді в грі «Дербі Каунті», але швидко повернувся до Першого дивізіону, коли у вересні 2001 року був проданий «Вулвергемптон Вондерерз» за 1,5 мільйона фунтів стерлінгів. Блейку, у якого були напружені стосунки з менеджером «Блекберна» Гремом Сунессом, запропонували шанс залишитися і боротися за місце в команді, але він вирішив погодитися на трансфер.

### «Вулвергемптон Вондерерз»
Блейк швидко відновив свою форму в Першому дивізіоні у «Вулвз», забивши у своєму дебютному матчы проти «Стокпорт Каунті» та завершивши сезон з 11 голами. Однак клуб не зумів вийти до Прем'єр-ліги, програвши у плей-оф «Норвіч Сіті» . У наступному сезоні Блейк покращив свій результат, незважаючи на перелом ноги під час матчу проти «Портсмута» в листопаді 2002 року і його 12 голів допомогли клубу потрапити до плей-оф. Цього разу «вовки» зуміли його виграти і підвищитись у класі. Сам Блейк забив гол у фінальній грі проти свого колишнього клубу «Шеффілд Юнайтед» (3:0), що відбулася на стадіоні «Міленіум» у місті його народження, Кардіффі.
У своєму останньому сезоні в Прем'єр-лізі Блейк страждав від травм і не був основним гравцем, забивши лише один гол у ворота «Ньюкасл Юнайтед» за 13 матчів, а клуб покинув вищий дивізіон. Цей виліт став рекордним п'ятим для англійського футболу, лише згодом сумнівне досягнення Блейка зумів повторити ісландець Германан Грейдарссон. Блейк покинув «Вулвз» після вильоту в 2004 році, провівши 85 матчів і забивши 26 голів у всіх змаганнях.

### «Лестер Сіті»
2004 року Нейтан приєднався до іншого клубу, що вилетів з вищого дивізіону, з «Лестер Сіті», підписавши однорічний контракт після того, як пройшов перегляд в «Сандерленді». У новій команді валлієць не був основним гравцем та не забив жодного голу в чемпіонаті, але відзначився один раз у програному матчі Кубка ліги проти «Престон Норт Енд».
У січні 2005 року він був відданий в оренду до «Лідс Юнайтед», де він забив свій останній гол у кар'єрі в чемпіонаті в грі проти «Ковентрі Сіті». Його оренда була перервана через розрив підколінного сухожилля, і він повернувся в «Лестер», але більше не виступав, перш ніж був покинув клуб у червні 2005 року.

### Завершення кар'єри
В серпні 2005 року Блейк був відсторонений на шість місяців за позитивний тест на рекреаційний наркотик. Після його дискваліфікації він отримав запрошення від «Сток Сіті», але вирішив, що більше не хоче грати на професіональному рівні. Натомість він провів два місяці, граючи за напівпрофесіональний клуб «Ньюпорт Каунті», після чого завершив кар'єру в жовтні 2006 року.

## Міжнародна кар'єра
Блейк дебютував за збірну Уельсу 9 березня 1994 року в товариській грі проти Норвегії (1:3). Забив свій перший гол нарівні збірних у матчі проти Молдови (2:3) в рамках відбору на Євро-96.
Блейк мав скандал із тренером Боббі Гоулдом після того, як звинуватив його в расистських коментарях на тренуванні. Його інші три голи за збірну були забиті проти Туреччини (серпень 1997 року), Норвегії (жовтень 2000 року) та Польщі (червень 2001 року). Він також встановив сумний рекорд, ставши першим гравцем збірної Уельсу, який забив автогол на стадіоні «Міленіум», відзначившись у власних воротах у грі проти Фінляндії (1:2) 29 березня 2000 року.
Блейк оголосив про завершення виступів у збірній у вересні 2004 року, через десять місяців після того, як провів свій останній матч за неї у плей-оф відбору на Євро-2004, програвши Росії. Всього Блейк зіграв за національну збірну 29 ігор і забив 4 голи.

## Особисте життя
Після завершення ігрової кар'єри в 2006 році він створив і керує власною компанією з управління нерухомістю у своєму рідному Уельсі. Він також займається футбольним агентством і має трьох дітей.

## Досягнення
- Володар Кубка Уельсу: 1990–91, 1991–92
- Переможець Третього дивізіону Футбольної ліги : 1992–93
- Переможець Першого дивізіону Футбольної ліги: 1996–97
- Віце-чемпіон Чемпіоншипу: 2000–01
- Переможець плей-оф Чемпіоншипу: 2002–03